# Brasilitherium
Brasilitherium ("bestia de Brasil") es un género extinto de sinápsidos de la familia Brasilodontidae que vivieron durante el Triásico Superior. Su longitud era aproximadamente de 12 cm y pesaba unos 20 g y era insectívoro. Brasilitherium se encontró en el geoparque Paleorrota, Brasil.

## Brasilodontidae
La familia Brasilodontidae incluye cinodontos, considerado un grupo relacionado con los mamíferos. Se trataba de animales pequeños del tamaño de un ratón. Los restos de este clado se han hallado en Brasil. La especie tipo, Riograndia guaibensis, se conoce solo en Paleorrota.